# کایونا (مینه‌سوتا)
کایونا، مینه‌سوتا (به انگلیسی: Cuyuna, Minnesota) یک شهر در ایالات متحده آمریکا است که در مینه‌سوتا واقع شده‌است.

## خصوصیات
کایونا ۹٫۱۴ کیلومترمربع مساحت و ۳۳۲ نفر جمعیت دارد و ۳۸۲ متر بالاتر از سطح دریا واقع شده‌است.